# 1833 en Grèce
Chronologie de la Grèce
- 1829
- 1830
- 1831
- 1832
- 1833
- 1834
- 1835
- 1836
- 1837

Cette page concerne les évènements survenus en 1833 en Grèce  :

## Événement
- Fin de l'expédition de Morée (1828-1833)

## Création
- Arcadie (région)
- Conseil de Régence grec
- Cour des comptes (el).
- Église de Grèce
- Eubée (district régional)
- Gendarmerie grecque
- Laconie (région)
- Ministère de l'Éducation et des affaires religieuses
- Ministère de la Justice
- Nome d'Argolide et Corynthe (en).
- Nome d'Attique et Béotie (en).
- Nome d'Étolie-Acarnanie
- Ordre du Sauveur
- Service archéologique grec (en).

## Naissance
- Konstantínos Diligiánnis (el), médecin.
- Chatzimichális Giánnaris (el), chef résistant en Crète.
- Nikólaos Kokoslís (el), personnalité politique.
- Michaíl Melás (el), personnalité politique.
- Dimítrios Vernardákis (el), historien, écrivain et professeur d'université.

## Décès
- Théophile III d'Alexandrie, pape et patriarche orthodoxe d'Alexandrie et de toute l'Afrique.
- Theódoros Alkaíos (el), acteur.
- Ioánnis Melás (el), commerçant,  combattant et personnalité politique.